# Llandrindod Wells
Koordinaten: 52° 15′ N, 3° 23′ W

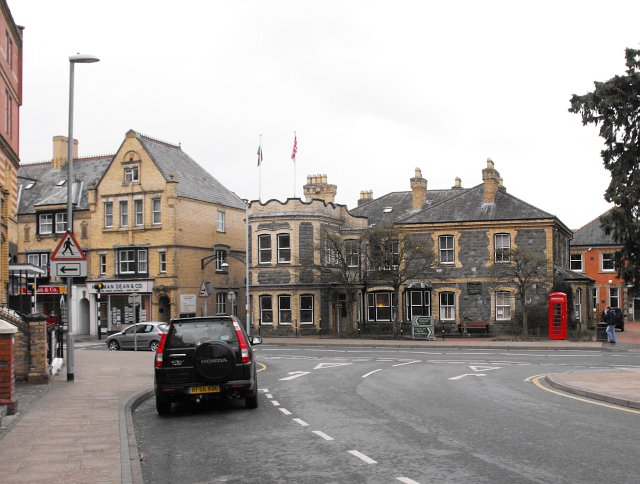
Im Zentrum von Llandrindod Wells

Llandrindod Wells (walisisch Llandrindod) ist ein Kurort (Bad) in der Grafschaft Powys im Zentrum von Wales. Der Ort hat 5.024 Einwohner.

## Geschichte
Die ursprüngliche Siedlung Castell Collen geht auf die Zeit der römischen Besatzung der britischen Inseln zurück. Das eigentliche Wachstum der Stadt begann 1749 mit dem Bau des ersten Hotels für Besucher der Wasserquellen.
Mit dem Anschluss an das Eisenbahnnetz nach England im Jahr 1865 begann die wirtschaftliche Erschließung der Stadt.
Llandrindod Wells war ursprünglich die Hauptstadt der Grafschaft Radnorshire. Nach der Umstrukturierung der regionalen Verwaltungen im Jahr 1974 wurde Llandrindod Wells Verwaltungssitz der neu geformten Grafschaft Powys.

## Sport
Llandrindod Wells war in den Jahren 1933, 1937, 1938, 1949, 1950, 1954 und 1961 Austragungsort der Internationalen Sechstagefahrt, einem seit 1913 bestehenden Motorrad-Geländesportwettbewerb.

## Städtepartnerschaften
- Contrexéville in Frankreich seit 1992
- Bad Rappenau seit 2001